# Geelkuifklauwier
De geelkuifklauwier (Prionops alberti) is een vogel uit de familie Vangidae (vanga's). De wetenschappelijk naam verwijst naar koning Albert I van België. De vogel heeft een glanzend zwart verenkleed met een felgele kuif.
De soort werd lang beschouwd als "verloren soort", aangezien hij twee decennia niet was waargenomen in het wild. In december 2023 herontdekte een team onder leiding van bioloog Michael Harvey een populatie geelkuifklauwieren tijdens een expeditie in het Itombwegebergte in de Congo-Kinshasa.

## Verspreiding en leefgebied
De geelkuifklauwier komt voor in verschillende gebergten op het Lenduplateau in het oosten van Congo-Kinshasa, tegen de grens met Burundi, Oeganda en Rwanda. Het leefgebied van de geelkuifklauwier bestaat uit de montane bossen van het Albertine Rift boven de 1400 meter.

## Status
Deze nieuwe populatie is door de IUCN als kwetsbaar aangemerkt, vanwege de bedreigingen van ontbossing en mijnbouw.